# Евсино (Удмуртия)
Евсино — деревня в Воткинском районе Удмуртии, располагается на берегу реки Удебка. Входила в состав Гавриловского сельского поселения.

## История
В 1869 года в деревне, входившей в Оханский уезд Пермской губернии, проживало 488 жителей, имелось 70 дворов и один хлебный магазин.
В 1896 году относилась к приходу Благовещенского собора.
В 1905 году входила в Сарапульский уезд Камской волости Вятской губернии, имелось 150 дворов. В 1913 году здесь находилась часовня. В 1928 году деревня относилась к Евсинскому сельскому совету Воткинского района, было 128 хозяйств и начальная школа.
В 1956 году Евсинский сельский совет объединён с Галёвским (в Галёвский сельский совет с центром село Галёво). Позже Галёвский сельсовет стал Беркутовским (затем Гавриловским).
К 2002 году деревня опустела, ныне постоянного населения не имеет.

## Население
| 1869 | 1905 | 1928 |
| ---- | ---- | ---- |
| 488  | 602  | 612  |

| 2010 | 2012 |
| ---- | ---- |
| 0    | →0   |